# Erdélyi Kopó
Der Erdélyi Kopó (Transsylvanischer Laufhund, Ungarische Bracke) ist eine von der FCI anerkannte Hunderasse aus Ungarn (FCI-Gruppe 6, Sektion 1, Standard Nr. 241). Die Übersetzung des Wortes Erdélyi aus dem Ungarischen heißt siebenbürgisch, das Wort Kopó verweist auf einen Laufhund.

## Herkunft und Geschichtliches
Die Rasse entstand in Siebenbürgen aus einem an das Klima und die Region der Karpaten angepassten, sehr alten Rassentyp. Im Mittelalter war der Vorläufer der heutigen Siebenbürger Bracke ein sehr beliebter Jagdhund für die adlige Jagd. Die Siebenbürger Bracke entstand gegen Ende des 19. Jahrhunderts, zu einer Zeit, als Siebenbürgen zu Ungarn gehörte, aus der Vermischung schwarzer Bracken, die in der Form nicht mehr existieren, mit siebenbürger Jagdhunden. Es gab sie als hochläufige und als niederläufige Form. Zu Beginn des 20. Jahrhunderts war die Rasse so gut wie ausgestorben. Mit verbliebenen Exemplaren wurde die Zucht 1963  wieder aufgenommen. Ungarische Kynologen sammelten erhaltene Exemplare der Rasse und bauten sie auf dieser Basis neu auf. Die Rasse wurde 1963 durch die FCI anerkannt. Mittlerweile ist die Rasse in Ungarn und Rumänien (als Copoi Ardelenesc) nicht mehr selten, es existiert allerdings nur noch die hochläufige Form.

## Beschreibung
Der Erdélyi Kopó wird bis 65 cm groß und mindestens 25 kg schwer. Der ganze Körper, auch der untere Teil des Bauches, ist mit kurzem, dichtem, geradem, gut am Körper anliegendem grobem Haar bedeckt. Die Grundfarbe der Hunde ist schwarz mit loh am Fang und an den Läufen. Die Rute ist leicht aufwärts gebogen und wird bei Erregung über der Rückenlinie getragen. Die hängenden, mittelhoch angesetzten Ohren liegen ohne Falten eng an den Backen an, nach vorne gelegt bedecken sie kaum die Augen.